# Elisabeth Pfeil
Elisabeth Pfeil (* 9. Juli 1901 in Berlin; † 25. Juli 1975 in Dießen am Ammersee) war eine deutsche Stadtsoziologin und Flüchtlingsforscherin. Im Nationalsozialismus war sie im Kontext der Bevölkerungswissenschaft tätig; Pfeil gilt auch als Mitbegründerin der westdeutschen Stadtsoziologie (der 1950er Jahre).

## Leben
Elisabeth Pfeil war eine Tochter des Direktors der Berliner Siemens-Werke und Regierungsbaumeisters Robert Pfeil.
Nach dem Abitur 1921 begann sie ein Studium der Geschichte, Kunstgeschichte und Philosophie an der Universität Marburg. 1929 promovierte sie in Berlin mit dem Thema Die Fränkische und Deutsche Romidee im frühen Mittelalter. Zeitgleich war sie Assistentin beim Historiker und Direktor der Preußischen Staatsarchive, Albert Brackmann.
1934 wurde sie Schriftleiterin des Archivs für Bevölkerungswissenschaft (Volkskunde) und Bevölkerungspolitik, welches bis 1931 Archivs für Bevölkerungspolitik, Sexualethik und Familienkunde hieß und bis 1944 bestand. Ab 1941 war sie Mitarbeiterin von Friedrich Burgdörfer, welcher eine Forschungsgruppe am Bayerischen Statistischen Landesamt leitete.
Sonja Schnitzler hat aufgedeckt, dass Pfeil in den 1930er Jahren Beziehungen zur deutschen Geopolitik, zur Arbeitsgemeinschaft für Geopolitik und zu den Herausgebern der Zeitschrift für Geopolitik pflegte.:91;180ff.;279ff.
Am 22. Oktober 1937 beantragte sie die Aufnahme in die NSDAP und wurde rückwirkend zum 1. Mai desselben Jahres aufgenommen (Mitgliedsnummer 5.584.068). Im April 1940 hatte sie offiziell die stellvertretende Schriftleitung von Volk und Rasse übernommen. Da der eigentliche Schriftführer bis 1941 im Zweiten Weltkrieg kämpfte, war sie faktisch alleinige Schriftleiterin. Mit dem ersten Heft 1942 gab sie die Schriftführerschaft an den aus dem Feld zurückkehrenden Bruno Kurt Schultz ab.:284.
Nach dem Krieg war sie erneut am Bayerischen Statistischen Landesamt tätig.
Als Flüchtlingsforscherin bereits ausgewiesen (siehe Pfeil 1948), sollte 1951 für Elisabeth Pfeil eine Dauerstelle als Wissenschaftskoordinatorin im Bundesvertriebenenministerium geschaffen werden, was aber nicht gelang.
Von 1952 bis 1956 war Elisabeth Pfeil wissenschaftliche Angestellte und Gruppenleiterin an der Sozialforschungsstelle an der Universität Münster in Dortmund. In dieser Zeit übernahm sie auch einen größeren Forschungsauftrag für das Institut für Raumforschung. Pfeil war ab 1953 Ordentliches Mitglied der Akademie für Raumforschung und Landesplanung (ARL) und leitete den Forschungsausschuss Grosstadtprobleme der ARL. Ab 1. April 1956 war sie wissenschaftliche Referentin für Soziologie an der Hamburger Akademie für Gemeinwirtschaft und ebenfalls Mitglied im Wissenschaftlichen Beirat des Bundesministers für Familie, Jugend und Gesundheit.
1968 wurde sie in den Ruhestand versetzt.

## Schriften (Auswahl)
- Die fränkische und deutsche Romidee des frühen Mittelalters, München: Verlag d. Münchner Drucke, 1929
- Bevölkerungsgeschichte, in: Jahresberichte für deutsche Geschichte 1936, 1937, 1940
- Bevölkerung und Raum. In: Archiv für Bevölkerungswissenschaft und Bevölkerungspolitik 7. Jg. (1937), S. 111–129
- Der Flüchtling: Gestalt einer Zeitenwende, Hamburg: von Hugo, 1948
- Grossstadtforschung: Fragestellungen, Verfahrensweisen und Ergebnisse einer Wissenschaft, die dem Neubau von Stadt und Land von Nutzen sein könnte, Bremen-Horn: Dorn, 1950
- Thema und Wege der deutschen Flüchtlingsforschung. In: Mitteilungen aus dem Institut für Raumforschung, Heft 6. Bad Godesberg 1951
- Fünf Jahre später: Die Eingliederung der Heimatvertriebenen in Bayern bis 1950, Frankfurt am Main: Metzner, 1951
- Neue Städte auch in Deutschland: Stadtgründungen auf der Grundlage gewerblicher Flüchtlingsunternehmen, Göttingen: Schwartz, 1954
- Die Wohnwünsche der Bergarbeiter: Soziologische Erhebung, Deutung und Kritik der Wohnvorstellungen eines Berufes, Tübingen: Mohr (Siebeck), 1954 (mit Gunther Ipsen und Heinrich Popitz)
- Soziologie der Großstadt. In: Arnold Gehlen, Helmut Schelsky (Hg.): Soziologie. Ein Lehr- und Handbuch der modernen Gesellschaftskunde. Düsseldorf-Köln: Diederichs 1955, S. 228–255
- Von der Kleinstadt zur Mittelstadt. Städtewachstum durch Vertriebeneneinwanderung. In: Mitteilungen aus dem Institut für Raumforschung, Band 32. Bad Godesberg 1957 (mit Ernst W. Buchholz)
- Nachbarschafts- und Verkehrskreise. In: Daseinsformen der Großstadt, hrsg. von Gunther Ipsen. Tübingen 1960
- Die Berufstätigkeit von Müttern: Eine empirisch-soziologische Erhebung an 900 Müttern aus vollständigen Familien, Tübingen: Mohr (Siebeck), 1961
- Der Kohortenansatz in der Soziologie. Ein Zugang zum Generationsproblem? In: Kölner Zeitschrift für Soziologie und Sozialpsychologie 19. Jg. (1967), S. 645–657

## Ehrungen
- Cornelius-Gurlitt-Denkmünze der Deutschen Akademie für Städtebau und Landesplanung (1972)
- Fritz-Schumacher-Preis